# Шатаев, Владимир Николаевич
Влади́мир Никола́евич Шата́ев (1 мая 1937, Москва, СССР) — советский и российский альпинист.

## Биография
Родился в Москве.
В 1972 году окончил вечернее отделение ГЦОЛИФК.
Автор книги «Категория трудности» (1977, 1980, 2009). Книга произвела сильное впечатление на аудиторию своей неакадемической свежестью и искренностью взгляда на горовосхождения и сопряженные проблемы.
Был женат, жена — Шатаева Эльвира Сергеевна — инструктор альпинизма, погибла в 1974 году, когда руководила группой из 8 женщин, достигнувшей вершины пика Ленина, но попавшей на обратном пути в ураган.

## Спортивная карьера
Впервые в горы попал в 1959 году, тогда взял первую вершину — Гумачи (3805м).
В 1961 году окончил школу инструкторов в альпинистском лагере «Джантуган», затем работал инструктором альпинизма ДСО «Спартак» в лагерях «Шхельда», «Узункол», «Домбай».
23 октября 1964 Владимиру Шатаеву присвоили звание мастера спорта СССР. В 1970 году стал старшим инструктором.
С 1965 года работал техником лаборатории по разработке специальной научной аппаратуры ЦНИИФКа под руководством В. Абалакова.
С 1967 года — тренер-методист Федерации альпинизма СССР в ЦСССО и О.
С 1969 года — тренер отдела альпинизма Управления прикладных видов спорта Комитета по ФКиС при Совете министров СССР.
С 1972 года — начальник отдела, а с 1974 года — государственный тренер по альпинизму.
С 3 ноября 1986 года — государственный тренер сборной команды СССР по альпинизму Госкомспорта СССР. В этой должности он проработал до дня ликвидации организации в мае 1992 года.
С 1 ноября 1993 года работал главным тренером сборной команды России по альпинизму в ОКР.
С 1 января 2001 года — начальник сборной команды России по альпинизму в Центре Спортивной Подготовки Госкомспорта РФ.
Много лет участвовал также в деятельности секции альпинизма ДСО «Спартак» (Москва), руководимой В.Д. Кавуненко, и совершил в этом взаимодействии серию восхождений от начальных до экстремальных.

### Восхождения
Совершил восхождения на:
- Эверест — 8848 м (1995),
- Шишабангма — 8027 м (1992),
- Аннапурна Южная — 7219 м (1994, зима),
- Пик Коммунизма — 7495 м (4 раза),
- Пик Победы — 7439 м (1981),
- Мак-Кинли — 6194 м (1977).
- Килиманджаро — 5895 м (2016).

## Общественная деятельность
Владимир Шатаев был председателем жюри 1-го (1998), 2-го (1999), и заместителем председателя Жюри 3-го (2000) Международных фестивалей горных фильмов.
С 7 февраля 2000 года — Президент Союза альпинистов и скалолазов России.
С 1993 года — Ответственный секретарь федерации альпинизма России.
С 1996 года — Ответственный секретарь Евроазиатской ассоциации альпинизма и скалолазания
Член Исполкома Международного Союза Альпинистских Ассоциаций (UIAA) — 1997—2000 годы.
С 1970 года именно Владимир Шатаев ведёт официальный список альпинистов, выполнивших требования на звание «Снежный барс».

## Награды
- Орден Почёта (1990);
- медаль «За трудовую доблесть» (1972);
- медаль «Ветеран труда» (22 мая 1985);
- Медаль «Во славу Осетии» (июнь 1995);
- Орден «Эдельвейс» 1-й степени (№ 09);
- Снежный барс — 1980, № 113
- Заслуженный тренер РСФСР (29 октября 1971, № 1305);
- Заслуженный тренер СССР (30 мая 1990, № 1983);
- «Почётный знак спасательного отряда» (28 февраля 1979, № 28);

Судья Всесоюзной категории по альпинизму (17 июля 1989, № 16340).